# جليل بناني
جليل بناني ، من مواليد بمكناس  سنة 1948، هو طبيب نفسي ومحلل نفسي وكاتب مغربي يعيش بالرباط.

## سيرته
كان من تلامذة لوسيان بونافي وتوني لينيه  ، و اشتغل منذ 1980  على نقل التحليل النفسي إلى المغرب ومواصلة البحث في تاريخ التحليل النفسي. كما انه من المبادرين إلى إنشاء عدة جمعيات. و هو مؤسس مشارك  ورئيس الدائرة المغربية للتحليل النفسي  (2009). و من مؤلفاته الرئيسية : الجسد المشبوه ، زمن المراهقين بالتعاون مع Alain Braconnier ، التحليل النفسي في أرض الإسلام  ، والذي يعد أول مقدمة للتحليل النفسي في المغرب العربي، طبيب نفسي في المدينة الذي نال جائزة الأطلس الكبير . عام 2014 و من الجن إلى التحليل النفسي، نهج جديد للممارسات التقليدية والمعاصرة.

### الفنون
يتميز بقربه من الوسط الفني، وقد قام بعمل ونشر مؤلفه آثار وكلمات  مع الرسام محمد القاسمي. وهو أيضا أحد مؤسسي "مؤسسة القاسمي" (2009).

### في الجامعة
حصل على اعتماد الاشارف على بحوث(HDR) في علم النفس سنة 2011، من ( جامعة نيس صوفيا أنتيبوليس ، UFR الآداب والفنون والعلوم الإنسانية).
كما أنه عضو منتسب في مركز البحوث في التحليل النفسي والطب والمجتمع (CRPMS)، بجامعة باريس ديدرو - باريس 7

## مجالات الاهتمام
• تاريخ التحليل النفسي في العالم العربي والإسلامي :
تعتبر ثلاث بلدان رائدة في مجال التحليل النفسي في العالم العربي والإسلامي و هي : مصر ، لبنان ، المغرب. كما تشهد بلدان عربية أخرى حركة تحليلية نفسية أبرزها تونس والجزائر . و في بلدان المغرب الكبير ، وبشكل خاص في المغرب، يثير نقل المشروع الفرويدي اهتماما متناميا رغم من وجود مقاومة له . لأن التحليل النفسي يسائل الثقافة والمعتقدات، سواء كانت دينية أو مرابطية أو سحرية.
• المنفى والهجرة والتعدد اللغوي :
نشهد اليوم سيولة في الهويات يصحبها نشوء صراعات ناتجة عن اضطرابات مرتبطة بالتماهي مع الصورة الأبوية، ومشاكل الاندماج في لغة مغايرة ، ورفض اللغة الأم. كما تطفو المسائل المتعلقة بالمنفى و التي ترتبط ارتباطًا وثيقًا بالثنائية اللغوية أو التعددية اللغوية. كما تشكل الحركات السكانية الراغبة في الوصول إلى البلدان المتقدمة صناعيا و التي تتم بأعداد كبيرة من المهاجرين مما يطرح مشاكل عديدة للأطباء النفسيين فيما يتعلق بالتكيف. و يمكن أن نضيف مسألة الثنائية اللغوية التي ترتبط ارتباطًا وثيقًا بتاريخ التحليل النفسي.
• المراهقون والروابط الاجتماعية :
تمثل مخاوف المراهقين وقلقهم انعكاسا لاضطرابات جيلهم وعصرهم. ذلك أنهم يضعون موضع تساؤل محتلف الأطر النظرية والمرجعيات التقليدية. و بذلك فإنهم يكشفون اهتمامات جديدة تستدعي قواعد تربوية واجتماعية جديدة. و تشكل المراهقة، بأزماتها و نتاقضاتها ، لحظة كاشفة لأسئلة جوهرية : ظهور الفرد، وتحدي السلطة الأبوية، وتحول العلاقات الاجتماعية.

## ملخص الأبحاث
نشر جليل بناني سنة 1980، كتابا بعنوان " الجسد المشبوه"  ، والذي تناول العلاقات بين المهاجرين والمؤسسة الطبية في فرنسا. وبعد فترة قصيرة، عاد إلى المغرب، وافتح عيادة استشارية، وشارك في النشاط الجمعوي والبحثي. و في الوقت نفسه، قدم جليل بناني محاضرات في المغرب وعلى المستوى الدولي، وأجري مقابلات، ونشر مؤلفات . كما أشرف على ملفات في مجلات دورية وتعاون في أعمال جماعية ويشارك في أنشطة تعليمية.

## مؤلفات

### فردية
- 2022: الأمل سيأتي من الجنوب، حوار في زمن كوفيد، رسائل مع رولاند غوري، إصدارات La Croissant des Chemins(ردمك 978 9920-753-56-2) .
- 2022: من الجن إلى التحليل النفسي ، مقاربة جديدة للممارسات التقليدية والمعاصرة، مطابع الواقع، باريس.
- 2016 : مثل هذا الطريق الطويل - كلمات لاجئين في المغرب ، إصدارات La Croissant des Chemins،(ردمك 978-9954-1-0568-9) http://www.huffpostmaghreb.com/2016/06/17/travail-refugies-maroc_n_10527992.html
- 2014 : كيف يغير الشباب حياتنا,[8] نشرته La Croissant des Chemins,(ردمك 978-9954-1-0463-7) 882200524
- 2013 : طبيب نفسي في المدينة : مقابلات مع أحمد العمراوي,[9] طبعات La Croissant des Chemins,(ردمك 978-9954-1-0424-8) 831310472
- 2008 : آثار وكلمات، مراهقون، رسام، محلل نفسي ، بالتعاون مع محمد القاسمي، طبعات المنار،(ردمك 978-2-913896-60-4)
- 2008 : التحليل النفسي في أرض الإسلام، مدخل إلى التحليل النفسي في بلاد المغرب ، طبعات أركانيس-إيريس،(ردمك 978-2-7492-0884-8) 470720666
- 2002 : زمن المراهقين ، مع آلان براكونييه، إصدارات Le Fennec،(ردمك 9954-0-0082-8)
- 1999 : مسار أطفال ، الفنك،(ردمك 9954-0-0011-9)
- 1996 : التحليل النفسي في أرض القديسين ، طبعات الفنك،(ردمك 9981-838-32-2)
- 1985 : Het sprekende lichaam, Nabije-Oostenreeks, Houten (الترجمة الهولندية لعمل الجسد المشبوه ),(ردمك 90 293 9827 2) المركز الدولي للبترول
- 1980 : الجسد المشبوه ، طبعات الجليل، 142 ص.(ردمك 2-7186-0164-7) 8272766, 2 طبعة 2015، مفترق الطرق.

### إدارة العمل
- 2012 : "الرغبات والجنس، من ثقافة إلى أخرى، و من لغة إلى أخرى"، إصدارات Arcanes Erès،(ردمك 978-2-7492-1600-3)

### الإشراف على عدد من المجلات
- 2005 : " التحليل النفسي في المغرب العربي »، مجلة المقدمات ، تنسيق الملف
- 1981 : لغة الجسد - التقاليد، عمل جماعي، مجلة التحولات ، no 6 باريس (اتجاه الرقم مع JF Reverzy)

### مشاركة في أعمال جماعية (اختيار)
- 2021 : الحق في الحياة، طبعات La Croissant des Chemins، الدار البيضاء
- 2021 : ما نعيشه، Éditions La Croissant des Chemins، الدار البيضاء
- 2018 : وعود أفريقيا ، تحت إشراف مصطفى بن الشيخ و إيف جيفروي، منشورات جامعة الرباط الدولية.
- 2017 : المنفى، الذاكرة، الهجرة، كازا إكسبرس، الدار البيضاء، تحت إشراف مصطفى بن الشيخ وإيف جيفروي، منشورات جامعة الرباط الدولية.
- 2016 : مصائب الهوية الثقافية ، تحت إشراف مصطفى بن الشيخ، منشورات جامعة الرباط الدولية
- 2015 : من نحن ، أفكار مغربية بعد هجمات 11 janvier بباريس، عمل جماعي، إصدارات La Croissant des Chemins،(ردمك 978-9954-1-0516-0)
- 2015 : مجالات الكتابة ، (تنسيق : مصطفى بن الشيخ)، منشورات جامعة الرباط الدولية
- 2014 : الطفل المتصل (تحت إشراف دومينيك تيكسييه، مع سيلفان أدامشيك، فرانسوا أنسيرميت، سيباستيان كولومبيل، يان دينر، أوليفييه دوفيل، أوسيان دوبوي، توني فورتين، ديفينا فراو ميج، نيكولا جورجييف، ميشيل جاجر، جان بيير ليبرون، كارين ميدو-مارير، وجيرارد بومير، وفيرونيك سيدويت، ونيكولاس تاجان، وجان بيير تروكم، إصدارات érès،(ردمك 978-2-7492-4034-3)
- 2010 : التحليل النفسي في المغرب العربي والمشرق ، مع صوفي دي ميجولا ميلور، جليل بناني، سعيد بلخضر، باتريك ديلاروش، هاجر كاراي، رياض بن رجب، رجاء بن سلامة ، موزيان عسيران، نايلة دبس، رافا ناشد، توفيقة تونابوبيلو إيكيز، بينار بادار، نادر برزين، عصمت توركغاشغاي، حورية عبد الواحد، Revue Topique، no 110 ، روح العصر، 2010،(ردمك 9782847951776)
- 2010 : اليوم التالي، إهداء إلى عبد الكبير الخطيبي ، مع سعاد بهيشار ، آسيا بلحبيب (إخراج)، مصطفى بن شيخ، سليمان بن شيخ ، الطاهر بن جلون ، جليل بناني، بيضة شيخي، ألفونسو دي تورو، بابا سامبا ديوب، ريتا الخياط، نبيل. فارس ، عيسى إيكن، سامية قصاب الشرفي، عبد الفتاح كيليتو، مينول كولين كوباياشي، محمد مجاني، لوسي ماكنيس، عبد الله مضرري علوي، عبد الوهاب المؤدب ، البرنوسي سلطاني، أوكاي ساتوشي، صامويل ويبر، إصدارات أفريقيا والشرق
- 2009 : المقدس، هذا الشيء الغامض من الرغبة ؟ ، ماري بالماري ، جليل بناني، داني روبرت دوفور، جان كلود غيلبو، جان ميشيل هيرت، يسي تاردان ماسكولييه، جورج زيمرا، طبعات ألبين ميشيل،(ردمك 978-2-226-19118-2)
- 2009 : كيف تكون مغربي ؟ ك. السيد. عمي، فؤاد بلامين، الطاهر بنجلون ، جليل بناني، عبد السلام الشدادي، إدريس سي. جيدان ، عبد الفتاح كيليطو، فؤاد العروي ، عبد اللطيف اللعبي ، خالد زكري (دير عبد السلام الشدادي)، دار العلوم والفنون والآداب

## فعاليات علمية
- 2014 : الرئيس المشارك لقسم الطب النفسي والتحليل النفسي بالجمعية العالمية للطب النفسي
- 2013 : باحث مشارك في مركز الأبحاث والتحليل النفسي والطب والمجتمع بجامعة باريس؛
- 2012-14 : نائب رئيس الاتحاد الأوروبي للتحليل النفسي (FEDEPSY)
- 2009 : مؤسس مشارك ورئيس الدائرة المغربية للتحليل النفسي
- 2008 : مؤسس " ندوة التحليل النفسي »
- 2001-2007: مؤسس مشارك ورئيس الجمعية المغربية للتحليل النفسي
- 2003 : المؤسس المشارك والرئيس الفخري للجمعية الفيدرالية الدولية البديلة للأطباء النفسيين الخاصين (ALFAPSY)
- 1992-96 : مؤسس مشارك ورئيس الجمعية المغربية للعلاج النفسي
- 1990-92 : الأمين العام للجمعية المغربية للطب النفسي
- 1984-86 : مؤسس مشارك ورئيس جمعية Le Texte Freudien بالرباط
- 1977-1981 : مسؤول عن مشاكل أمراض المهاجرين من شمال أفريقيا في مركز فرانسواز مينكوسكا وفي قسم إيسون
- عضو اللجنة العلمية الدولية لمجلة Santé Mentale au Québec

## الأوسمة العلمية والشرفية
- Décembre 2013 : Lauréat du prix Grand Atlas, catégorie « Culturethèque » attribué par le grand public[10]
- 30 juillet 2002 : Décoration sous le nom de dr Abdeljalil Bennani par le roi Mohammed VI du Ouissam de la récompense nationale[11]
- 2002 : Lauréat du prix international Sigmund-Freud de la ville de Vienne[12] pour l’ensemble de son œuvre.[13]
- 1997 : Lauréat du Prix du président de la République tunisienne des sociétés inter-maghrébines de médecine